# Барский, Борис Владимирович
Бори́с Влади́мирович Ба́рский (укр. Борис Володимирович Барський; род. 22 сентября 1959, Одесса, Украинская ССР) — советский и украинский режиссёр, актёр, поэт. Участник комик-труппы «Маски». Режиссёр и директор одесского театра «Маски». Народный артист Украины (2009).

## Биография

### Образование
В 1981 году окончил факультет атомной энергетики Одесского политехнического института, после чего три года работал в Центре стандартизации и метрологии. 

В 1992 году окончил ГИТИС по специальности режиссура эстрады и массовых представлений.

### Творчество

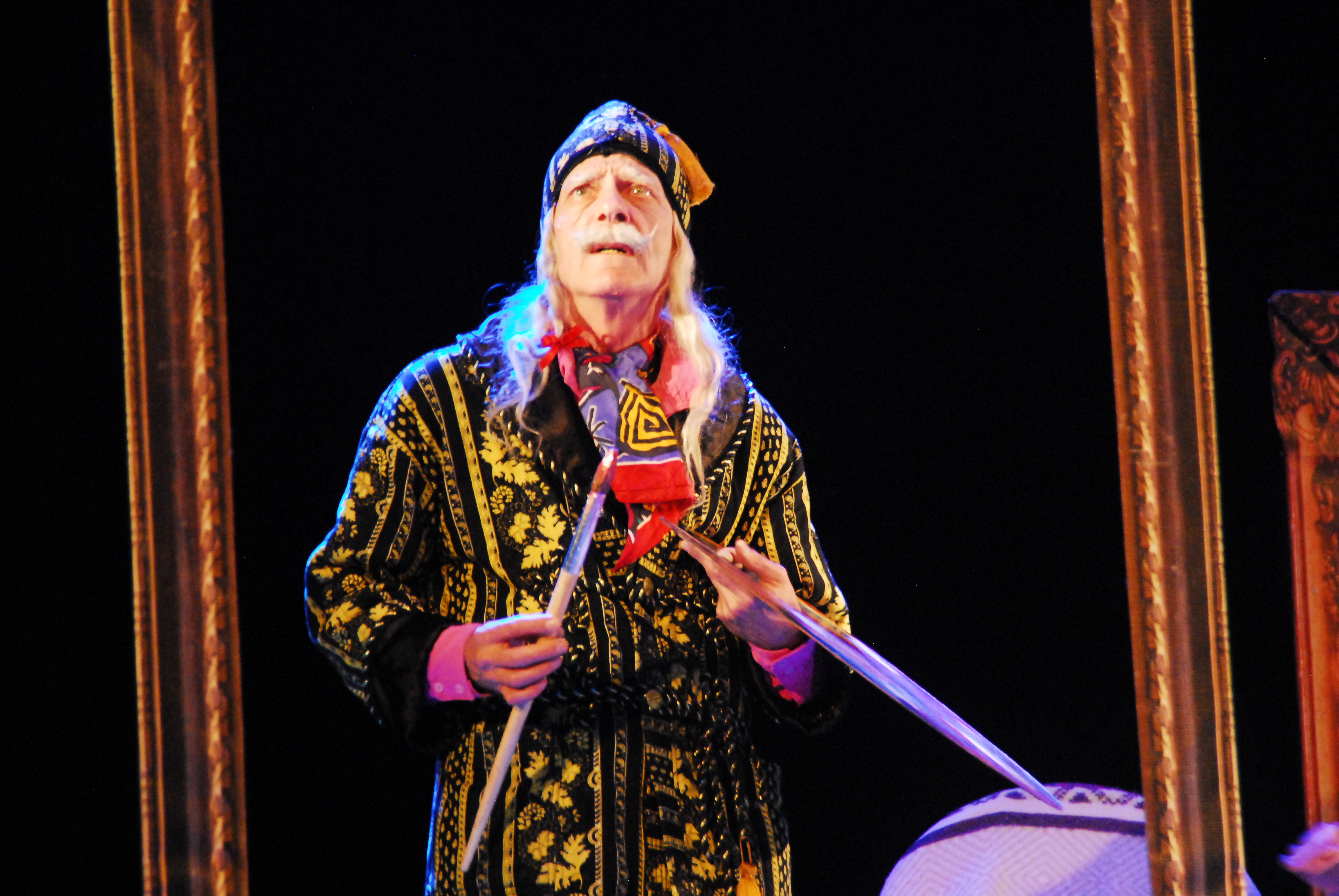
Барский в спектакле «Одесский подкидыш», 2017 год

В период работы инженером Борис Барский посещал студию пантомимы. Постепенно это увлечение приняло профессиональный характер, он стал много гастролировать. Совместные поездки по городам с режиссёром и клоуном Полуниным Барский всегда вспоминает с большим теплом и благодарностью, считая знаменитого клоуна одним из своих учителей. С 1984 года и по сей день работает одним из ведущих актёров комик-труппы «Маски». Снялся почти во всех 80 сериях «Маски-шоу», в нескольких фильмах. Снимался в клипе на песню Ларисы Черниковой «Влюблённый самолёт». Играет ведущие роли в театральных постановках: «Ромео и Джульетта», «Отелло», «Ночная симфония», «Особо женатый таксист» и др.
Борис Барский принимал участие в таких проектах, как «Звёздный дуэт», «Игры патриотов», «Танцы со звёздами» и других телевизионных программах. В качестве поддержки украинским олимпийцам присутствовал в 2008 году в Пекине.

## Семья
Жена Наталья (1958 г. р.), вместе с 1980 года, знакомство произошло в студии пантомимы — его личный костюмер. Работала химиком в Одесском научно-исследовательском институте
- дочь Анастасия (род. 1983)
- сын Константин (1984—2010)[3].

## Награды и звания
- Заслуженный артист Украины (21 февраля 2002)[4]
- Народный артист Украины (18 августа 2009)[5][1].
- Юбилейная медаль «20 лет независимости Украины» (19 августа 2011)[6]
- Благодарность Премьера-министра Украины (28 июня 2013)[7]
- Член Союза кинематографистов Украины.

## Фильмография
1. 1980 — Только в мюзик-холле — художник
2. 1992 — 2006 — Маски-шоу (комедийный сериал)
3. 1991 — Семь дней с русской красавицей — Стив Рейзин
4. 1994 — Мсье Робина — «чекист»
5. 1996 — Умереть от счастья и любви — поэт
6. 2003 — Личная жизнь официальных людей — Левон
7. 2004 — Между первой и второй — доктор
8. 2005 — Весела хата
9. 2006 — Большие девочки — Нострадамус (23-я серия «Такие разные люди»)
10. 2006 — Прикольная сказка — боевой офицер
11. 2007 — Семь дней до свадьбы
12. 2007 — Старики-полковники — одноклассник Караганова
13. 2008 — Новогодняя семейка — тёщин зять
14. 2009 — Как казаки… — разбойник
15. 2011 — Заяц, жаренный по-берлински — Аристарх Венедиктович, смотритель зоопарка
16. 2012 — Чай с бергамотом — Борис Владимирович, чиновник
17. 2013 — Иван Сила — белый клоун
18. 2015 — Жребий судьбы — Владимир Серебрянников, приёмный отец Оли, фокусник
19. 2015 — Последняя электричка — худрук
20. 2016 — Конкурсант. Смертоносное шоу — Иван Степанович
21. 2017 — Завещание принцессы — Аристарх Платонович Гуров, искусствовед
22. 2017 — Курица — электрик Петрович
23. 2017 — Одесский подкидыш — Пинхус Серпер (Сэр Пинхус)

## Театр
- «Ромео и Джульетта»
- «Отелло»
- «Ночная симфония»
- «Особо женатый таксист»

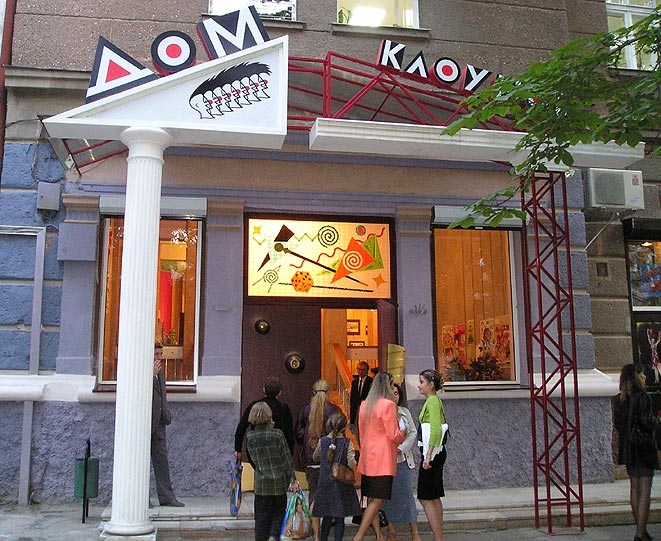
Театр «Дом клоунов» в Одессе, на сцене которого выступает Борис Барский

- «Эрмина или маленькая птичка съела всю морковку»
- «Дон Жуан»
- «Одесский подкидыш»
- «Еврей и Эвридика»
- «Дикарь Forever, или в защиту пещерного человека»[8]

## Сборники поэзии
- 1994 — «Лирические стихотворения о любви к разнообразным женщинам», ТО «Маски», издательство «Черноморье», тираж 5000 экз., 112 стр.
- 1996 — «Лирические стихотворения о любви к разнообразным женщинам, ч.2», ТО «Маски», издательство «Черноморье», тираж 10000 экз., 80 стр.
- 1998 — «Лиризмы Бориса Барского», издательство «Ваклер», тираж 10000 экз., 256 стр.
- 2003 — «Лиризмы. Стихи. Проза», издательство «Друк», тираж 1000 экз., 166 стр.
- 2004 — «Бальзам для мозгов», издательство «Кобза», тираж 5000 экз.
- 2005 — «Лиризмы», издательство «Кобза», тираж 5000 экз.
- 2010 — «Понарошку», детская книга
- 2011 — «Чёрный кот»[9]